# Oldenzaal
Oldenzaal (uitspraakⓘ) (Nedersaksisch: Oldnzel, Twents: Olnzel) is een stad (en oorspronkelijk ook Hanzestad) en tevens een gemeente in Twente in de Nederlandse provincie Overijssel. Op 22 november 2024 woonden er 31.794 mensen (bron: CBS) op een oppervlakte van 21,98 km². Binnen de gemeentegrenzen liggen geen andere kernen. De gemeente Oldenzaal maakt deel uit van de Regio Twente en van Netwerkstad Twente.

## Geografie

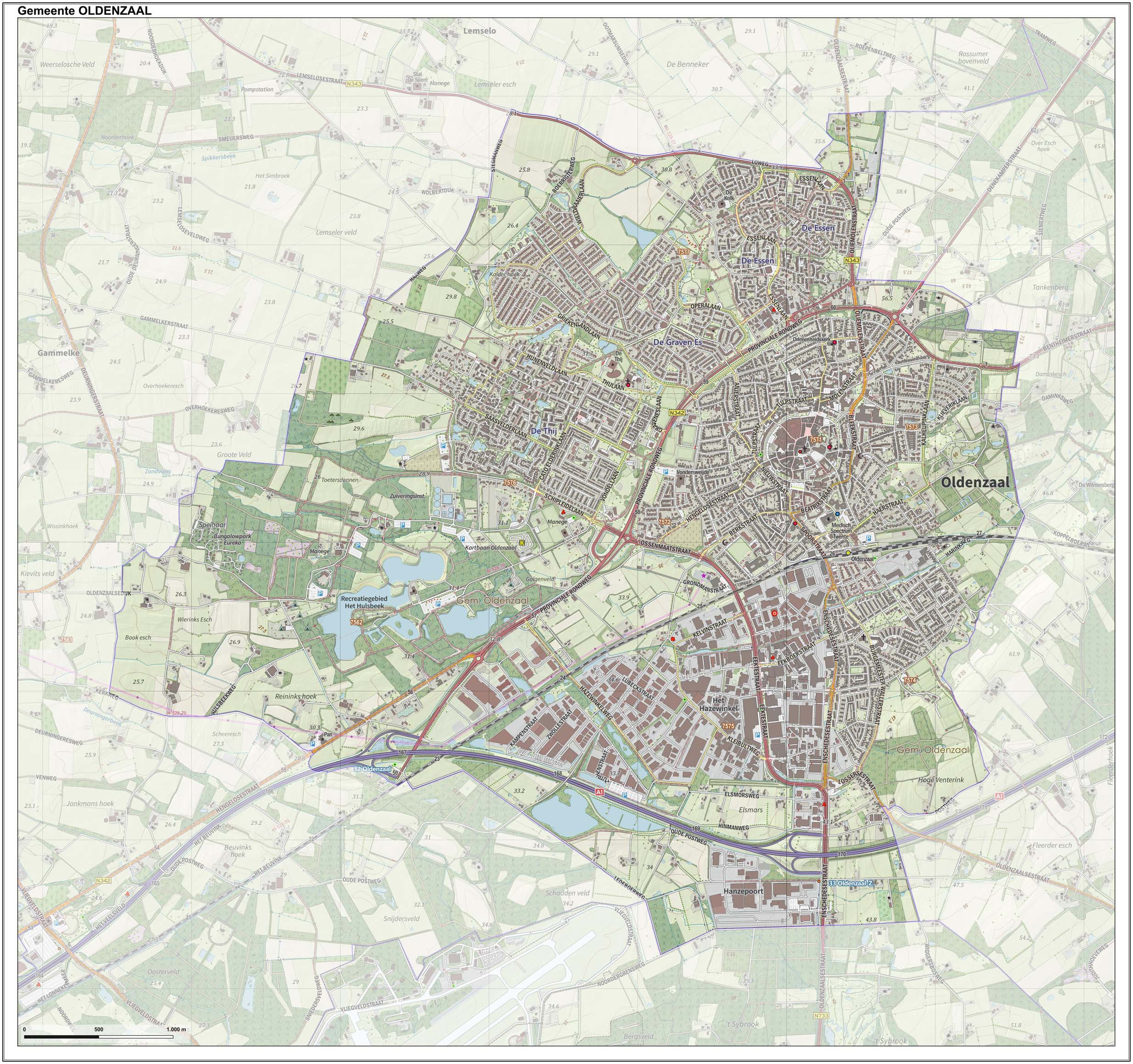
Topografische gemeentekaart van Oldenzaal

| Aangrenzende gemeenten | Aangrenzende gemeenten | Aangrenzende gemeenten | Aangrenzende gemeenten | Aangrenzende gemeenten |
| ---------------------- | ---------------------- | ---------------------- | ---------------------- | ---------------------- |
|                        |                        | Dinkelland             |                        |                        |
|                        |                        |                        |                        |                        |
| Dinkelland             | Losser                 |                        |                        |                        |
|                        |                        |                        |                        |                        |
|                        |                        | Enschede               |                        |                        |

## Geschiedenis

### Bronstijd
De eerste bewijzen van bewoning in de omgeving van Oldenzaal zijn terug te traceren tot de late bronstijd ruim 4500 jaar voor Christus, met name bij de grafheuvels in de wijk De Thij zijn er nogal wat sieraden en gebruiksvoorwerpen gevonden die zijn terug te traceren naar het "Trechterbekervolk".

### Romeinse tijd
In de Romeinse tijd woonden in de omgeving van Oldenzaal hoogstwaarschijnlijk Tubanten. In Oldenzaal zijn enkele Romeinse munten uit de eerste eeuw na Chr. gevonden, waaronder (bij de Tankenberg nabij Oldenzaal) een zilveren Romeinse munt (denarius). Het gaat om een bijna ongebruikte munt van keizer Tiberius (14 n.Chr.-37 n.Chr.) en een dupondius van Vespasianus, geslagen in 77.

### Middeleeuwen

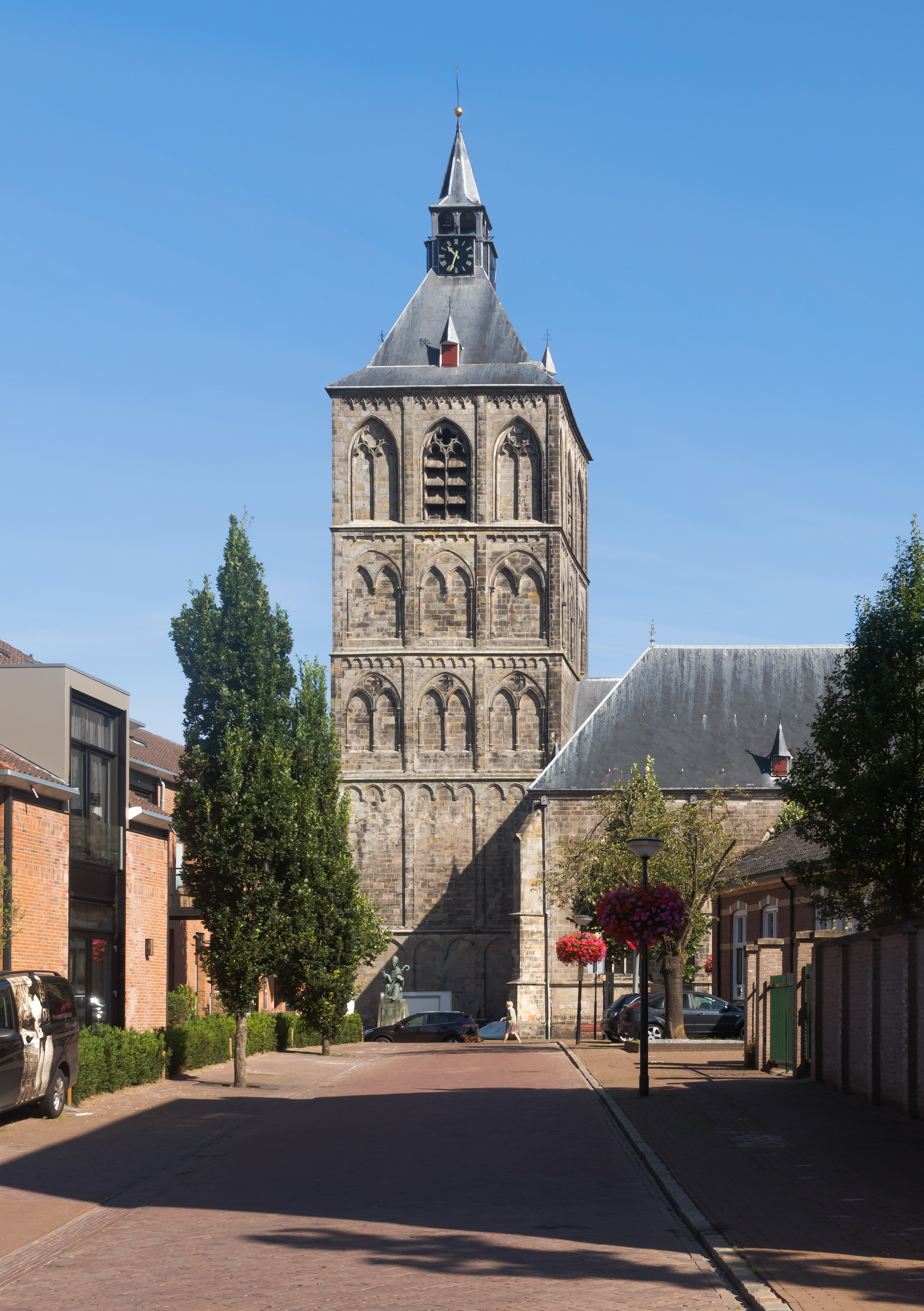
Sint-Plechelmusbasiliek

In de tweede helft van de achtste eeuw, nadat Oost-Nederland onder koning Pepijn III in het Frankenrijk was geïntegreerd, lag in Oldenzaal een koninklijk domein, gelegen op een strategisch kruispunt van wegen. Op dit koninklijk domein werd een hof ingericht, waarbij aanvankelijk de militaire functie nog voorop stond. De hof was versterkt met een omheining van vlechtwerk. Mogelijk heeft de rondtrekkende Iers-Angelsaksische missionaris Plechelmus - die de abdij van Prüm of Echternach als uitvalsbasis had - rond 765 een kerk gesticht op deze plaats. De eerste kerk was gewijd aan de heilige paus Silvester I. In 954 verbond bisschop Balderik van Utrecht een kapittel aan de voorganger van de huidige Sint-Plechelmusbasiliek. Daardoor werd Oldenzaal het belangrijkste religieuze centrum van Twente. In 1049 kreeg de bisschop van Utrecht van keizer Hendrik III voor Oldenzaal het recht op een week- en een jaarmarkt. Keizer Hendrik III deed dat met de volgende woorden: "Ik verleen de plaats Oldensale in het land van Twent verlof en macht, eenmaal in de week, alle woensdagen, het ganse jaar door, een markt te houden. En op 21 oktober, zijnde het Wijfeest der kerk, een jaarmarkt te houden, met dien verstande, dat die jaarmarkt twee dagen voor het Wijfeest zal beginnen en twee dagen erna zal duren." Wanneer Oldenzaal stadsrechten heeft gekregen, is niet precies bekend: het document waarin dit is vastgelegd, is door branden en plunderingen verloren gegaan. Er is wel nog een oorkonde uit 1296, waarin een Utrechtse bisschop verklaart dat zijn voorganger Otto van Holland stadsrechten heeft geschonken aan Oldenzaal. Vanaf dat moment mocht Oldenzaal zich officieel een stad noemen. Het moet ergens tussen 1233 en 1249 geweest zijn. Vandaar dat Oldenzaal in 1999 met enig recht zijn 750-jarig bestaan vierde, 750 jaar na de dood van Otto van Holland.
Op 25 juni 1492 legde de Helmichbrand vrijwel geheel Oldenzaal in de as.
Aan het eind van de Middeleeuwen krijgt Oldenzaal een Heilige-Geest-gasthuis, waar zieken terechtkunnen. Ook wordt er een begijnhuis gesticht, dat later uitgroeit tot een volwaardig klooster: het Sint-Agnesklooster, gewijd aan de heilige Agnes.

### Tachtigjarige Oorlog

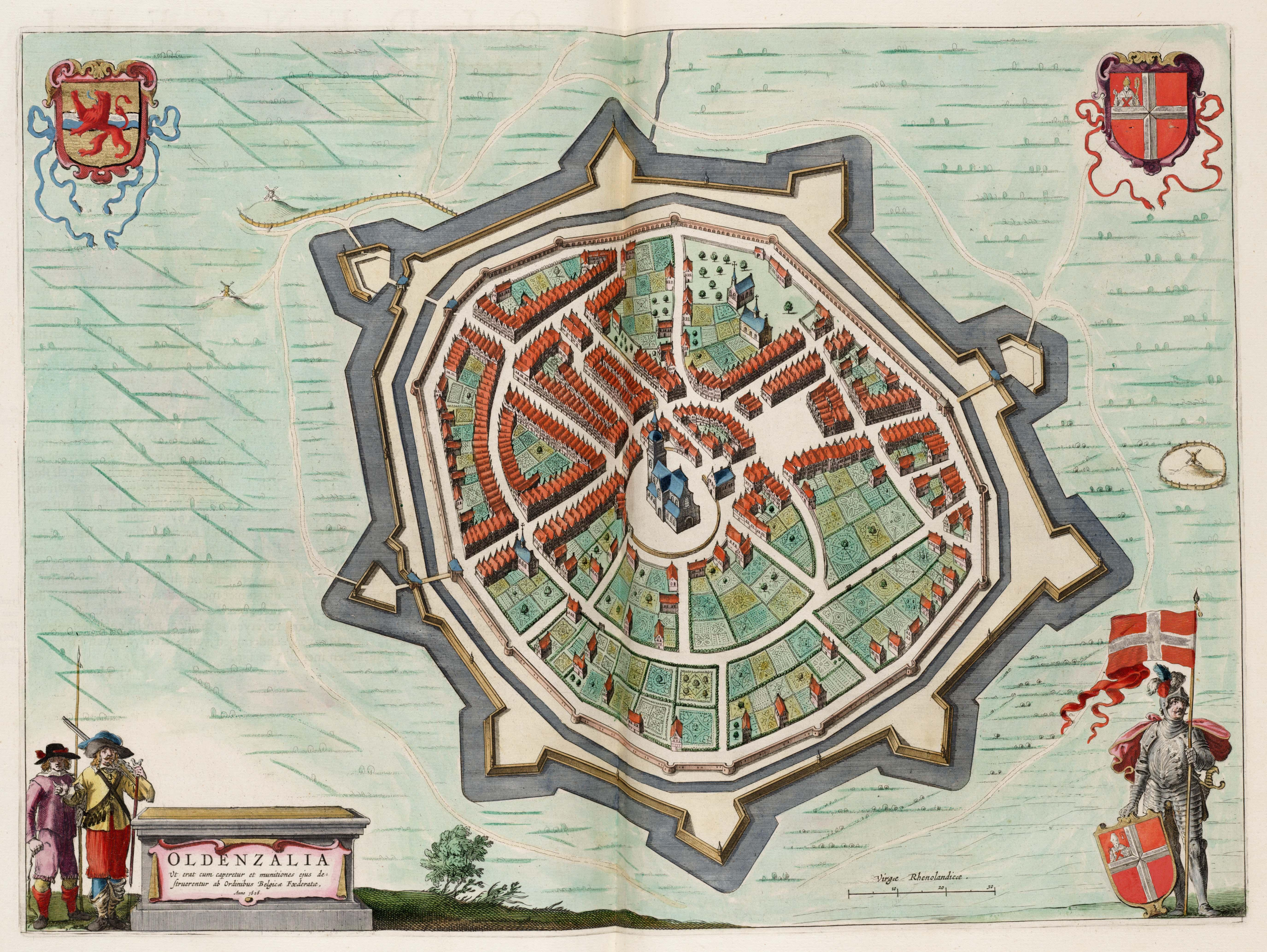
Oldenzaal in 1626

In de Tachtigjarige Oorlog krijgt Oldenzaal het zwaar te verduren. Op 22 oktober 1597 wordt Oldenzaal ingenomen door Maurits van Nassau. Dat duurt echter niet lang, want op 1 augustus 1605 wordt Oldenzaal ingenomen door Ambrosius Spinola waardoor het weer in Spaanse handen komt. Voor de overwegend katholieke bevolking van Oldenzaal is dat een bevrijding, want nu kan dit geloof weer vrijelijk uitgeoefend worden. Na het Beleg van Oldenzaal (1626) door Ernst Casimir van Nassau komt op 1 augustus van dat jaar de stad definitief in Staatse handen terecht.

### Nieuwe geschiedenis

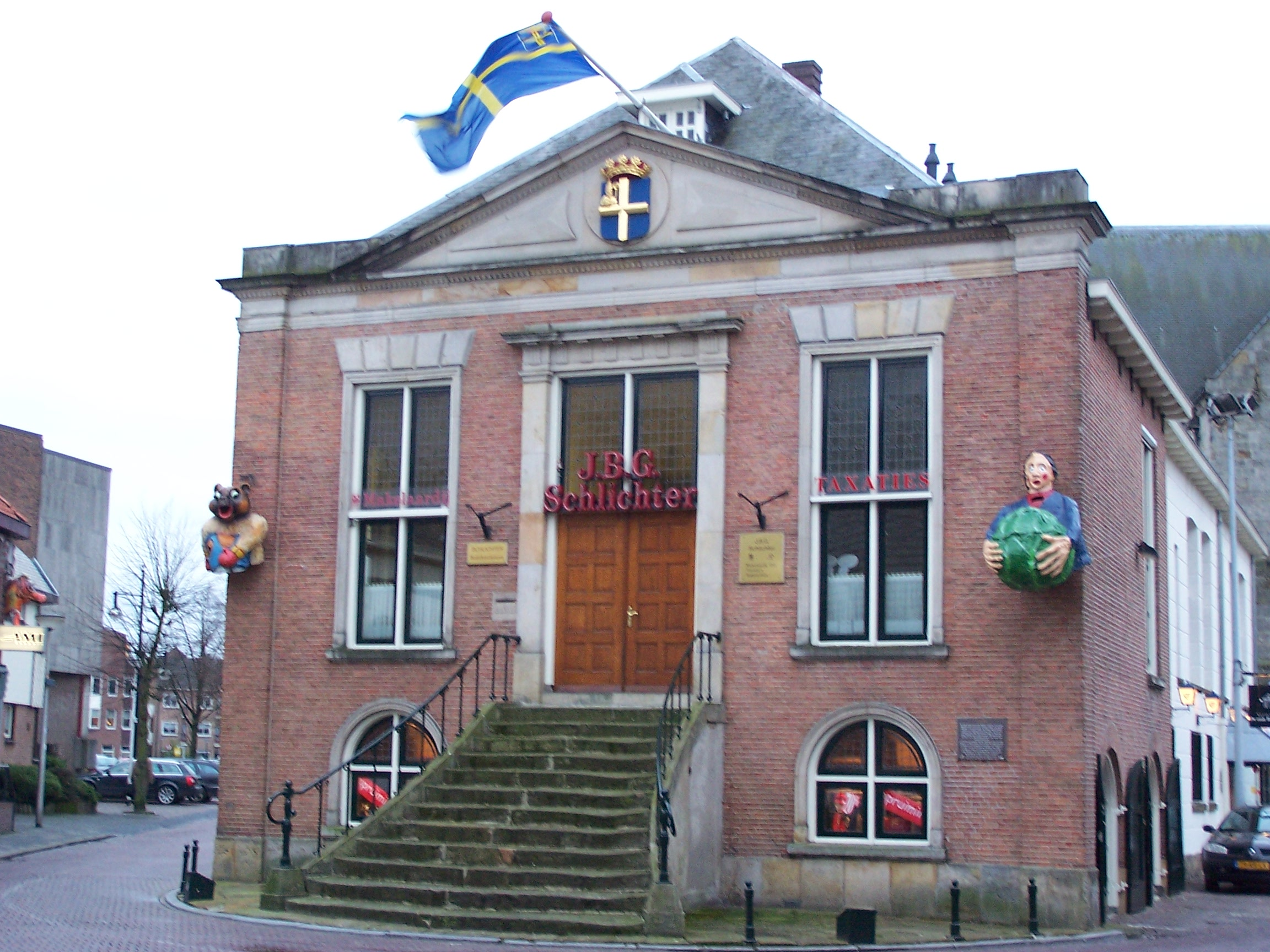
Oldenzaal: Oude stadhuis

Na de Vrede van Münster in 1648 blijft Oldenzaal, ondanks haar geheel katholieke karakter, onder opgelegd hervormd bestuur. De katholieke godsdienst wordt onderdrukt en publieke uitoefening ervan verboden, de bekende Plechelmuskerk wordt enige eeuwen - met uitzondering van de Münsterse bezetting rond 1673 - gebruikt door hervormden. Pas in de Franse tijd komt hier verandering in en komt de kerk weer ter beschikking van de katholieken. De Oldenzaalse bevolking blijft - net als de meeste inwoners van Twente - duidelijk rooms-katholiek en na de Franse tijd wordt Oldenzaal vanwege de katholieke herleving dan ook gezien als een "Twents rooms bolwerk".
In de negentiende eeuw komt de textielindustrie op in Oldenzaal. De bekendste fabriek is die van Gelderman, de oudste nog steeds bestaande die van S.I. Zwartz. De textielindustrie zorgde ook voor een toestroom van Syrisch-Orthodoxe (Aramese) en Turkse gastarbeiders die zich in Oldenzaal vestigden. De Aramese gemeenschap beschikt in Oldenzaal over een eigen kerk, de Mor Shemun d'Zeyte-kerk. Na de aanleg van de A1 komt in Oldenzaal de bedrijvigheid tot grotere bloei. Transportbedrijven, maar ook meubelboulevards gaven een economische impuls aan de stad.
Het Twents Carmel College te Oldenzaal is een streekschool met een breed onderwijsaanbod, die na een paar fusies en schaalvergrotingen voortkwam uit het Twents Carmellyceum en een aantal andere scholen. De oprichters van het lyceum waren Karmelieten en de eerste leraren aan deze school waren paters die in het naastgelegen klooster woonden. De bijbehorende kapel werd ontworpen door Jos Zwanikken. De ramen werden ontworpen door de Oldenzaalse glazenier Jan Schoenaker. De school werd opgericht in 1922 en vierde in 2012 haar negentigjarig bestaan.

#### Treinongeluk Oldenzaal
Op 1 oktober 1959 ramde een goederentrein uit Duitsland met defecte remmen een stootblok bij de spoorwegovergang aan de Enschedesestraat, waarbij de diesellocomotief kantelde, het talud afrolde en in een straat tot stilstand kwam. Het wegdek werd omgeploegd. Een wagon boorde zich over de locomotief heen hoog in de lucht. Er vielen geen doden en gewonden, maar de ravage was groot.

## Economie
Samen met Rijssen vormt Oldenzaal de landelijke top qua economische groei per vierkante kilometer. Deze wordt gestimuleerd door de ligging aan de A1, de autosnelweg die de stad ontsluit.
Voor de stadspromotie heeft de stad zichzelf de naam Glimlach van Twente gegeven.
Oldenzaalse bedrijven zijn onder andere actief in de volgende sectoren: toelevering voor de auto-industrie, bouw, installatietechniek, voedingsmiddelenindustrie (delicatessen, snacks, bakkerijen), financieel advies en met name het transportwezen. De bloei van het vrachtwagentransportwezen in Oldenzaal is overduidelijk. Er zijn veel grote Oldenzaalse transportbedrijven.

## Verkeer en vervoer

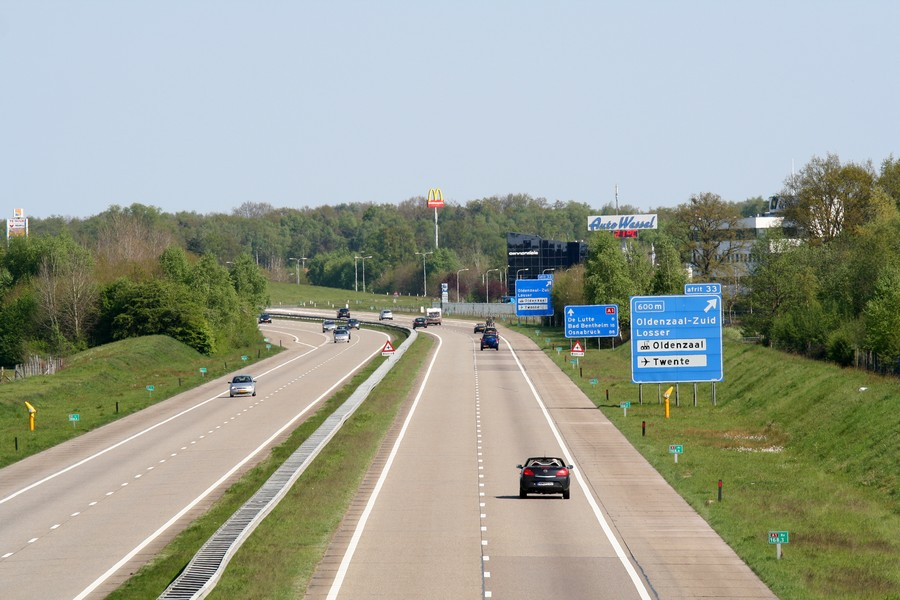
Oldenzaal aan de A1

### Auto
Oldenzaal ligt aan de A1 van Amsterdam naar de Duitse grens waar deze overgaat in de Bundesautobahn 30 naar Osnabrück. Dit gedeelte van de A1 is ook onderdeel van de internationale autosnelweg E30 van Cork naar Berlijn en verder naar het Russische Omsk.

### Trein en bus

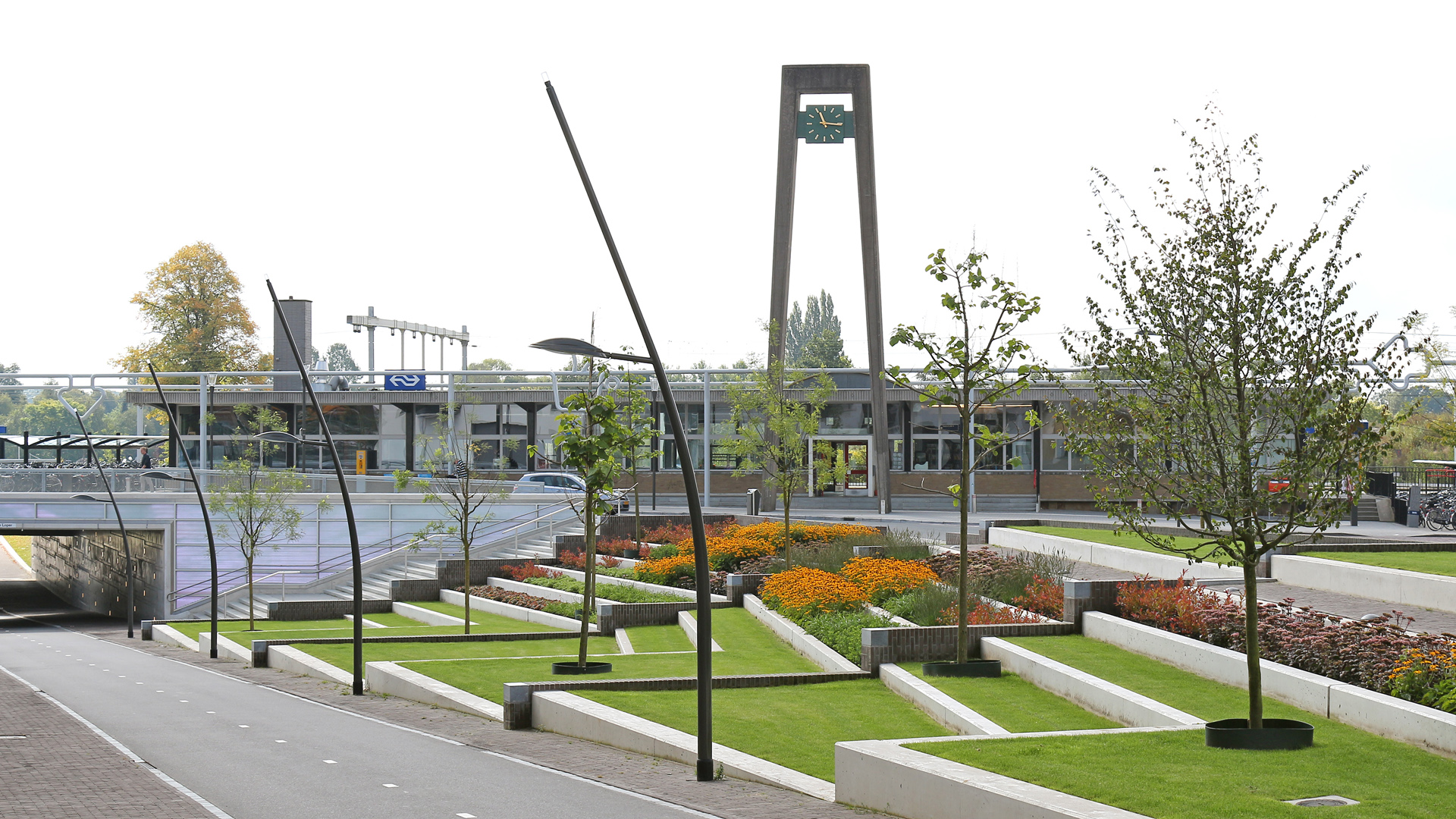
Station Oldenzaal

Op spoorgebied ligt station Oldenzaal aan de oorspronkelijke spoorlijn van Almelo naar het Duitse Salzbergen en verder door naar Berlijn. Vanuit Oldenzaal is er een directe verbinding met Hengelo en verder naar Zutphen verzorgd door Arriva. Sinds februari 2018 wordt Oldenzaal bediend door de Eurobahn die treinen laat rijden tussen Hengelo en Bielefeld. Naast het treinstation stoppen verschillende bussen die Oldenzaal verbinden met andere plaatsen in Twente.

### Vliegveld
Vlakbij ligt het voormalig militaire vliegveld Twente Airport, dat een beperkte functie heeft voor de burgerluchtvaart. Het mag gebruikt worden voor klein zakelijk en recreatief luchtvaartverkeer. Sinds 2017 heeft het bedrijf AELS (Aircraft End-of-Life Solutions) zich gevestigd op het vliegveld. AELS ontmantelt vliegtuigen zoals de Boeing 747, Airbus A340 en Boeing 737.

## Voorzieningen en cultuur

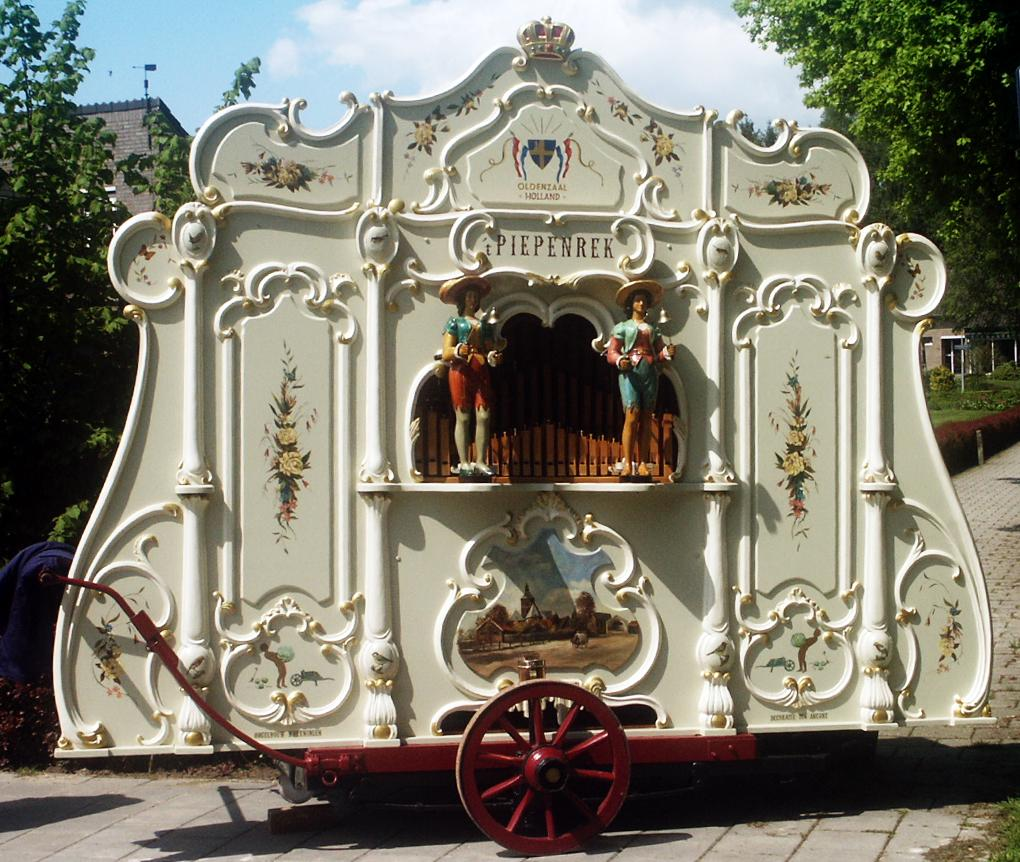
Het Piepenrek

In den Vijfhoek en De Driehoek zijn de twee grootste winkelcentra van Oldenzaal. Binnen de gemeente bestaat een vereniging die een stadsorgel, het Piepenrek, beheert. Er zijn vele uitgaansgelegenheden in Oldenzaal.
In de advents- en kersttijd klinkt rond de Sint-Plechelmusbasiliek en vanuit de toren van deze kerk het karakteristieke geluid van de midwinterhoorn. Tijdens de kerstvieringen in deze twaalfde-eeuwse romaanse basiliek klinkt dan het eeuwenoude Een Kindelien so lovelyc, een kerstlied dat al sinds mensenheugenis in Oldenzaal gezongen wordt. De geschiedenis van Oldenzaal is onderwerp in Museum Palthehuis, dat ook tentoonstellingen van hedendaagse beeldende kunst organiseert. Verschillende kunstenaars werken in de ateliervoorziening SWOK (Samenwerking Oldenzaalse Kunstenaars) met onder anderen Wiebe Bloemena. Hij won in 2015 de Cultuurprijs Oldenzaal. 

### Boeskool is Lösen carnaval

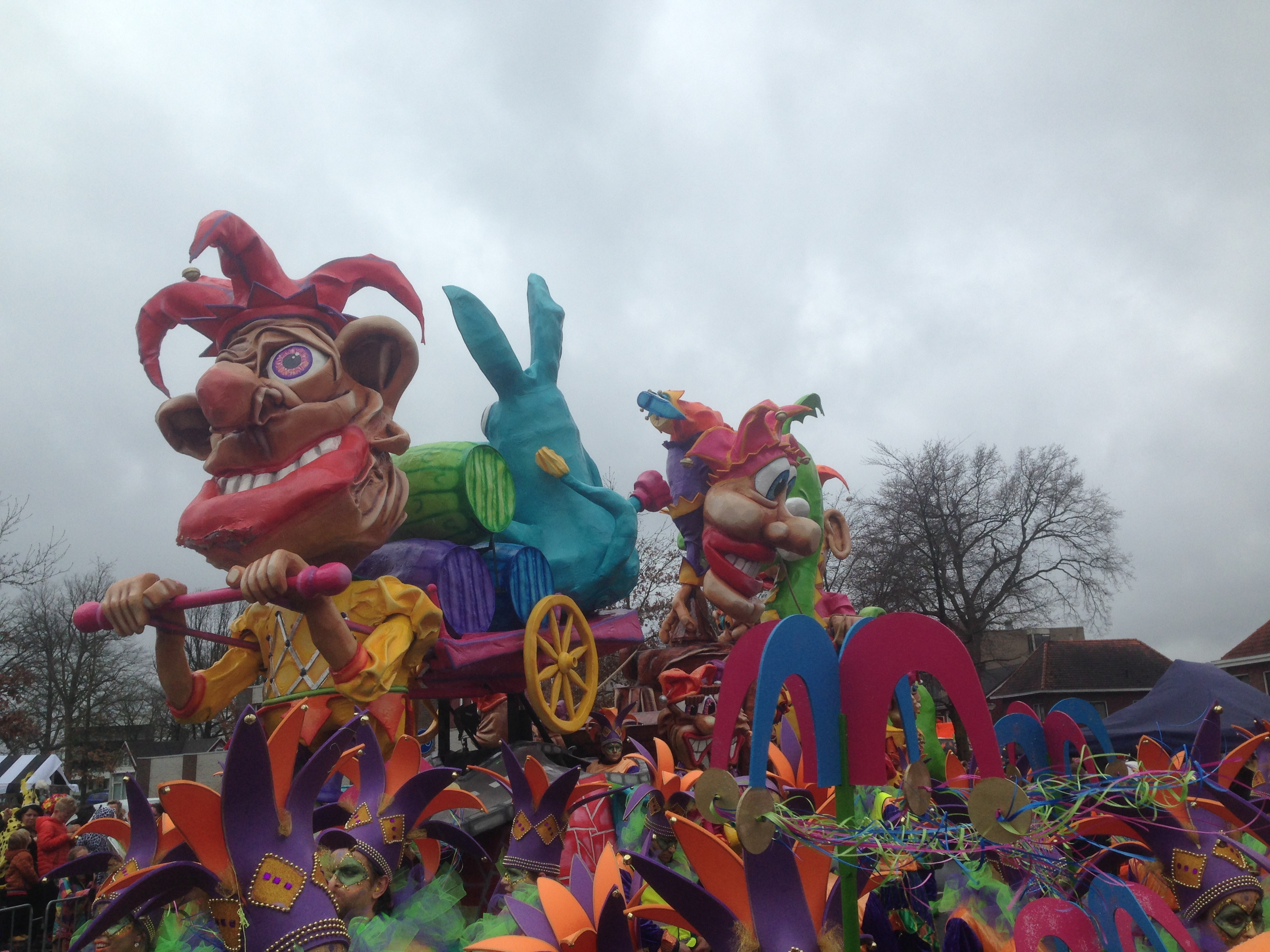
Carnaval in Boeskoolstad

Verschillende feesten en evenementen zoals de braderiedagen Boeskool is Lös en carnaval trekken vele bezoekers van buitenaf. Oldenzaal is samen met het Achterhoekse 's-Heerenberg en het Sallandse Raalte een van de gemeenten boven de grote rivieren van Nederland waar het carnaval het meest uitbundig wordt gevierd. Bekend is het typisch Oldenzaalse Kapellenfestival Toeten en Bloazen, dat twee weken voor carnaval wordt gehouden. In deze carnavalstijd wordt Oldenzaal omgedoopt tot Boeskoolstad. Boeskool is de Twentse benaming voor wittekool, een product waar Oldenzaal in vroeger dagen bekend om stond. De Oldenzaalse kunstenaar Jan Kip (1926-1987) heeft van dit gegeven een bronzen beeld ontworpen: het "Boeskoolmenneke" genaamd, voorstellend een mannetje dat een witte kool voor zijn buik draagt. Wanneer men het centrum vanuit het zuiden nadert, ziet men het beeld op een sokkel. Tegenwoordig mag de kunstenares Antoinette Ruiter kleinere versies van het beeld vervaardigen. Sinds 2007 bestaat er ook een vrouwelijke variant van het Boeskoolmenneke: het "Boeskoolwiefke". Het is een creatie van kunstenaar Berend Seiger. Het Boeskoolwiefke is mede een initiatief van de Oldenzaler Gerrit Roord.

### Monumenten

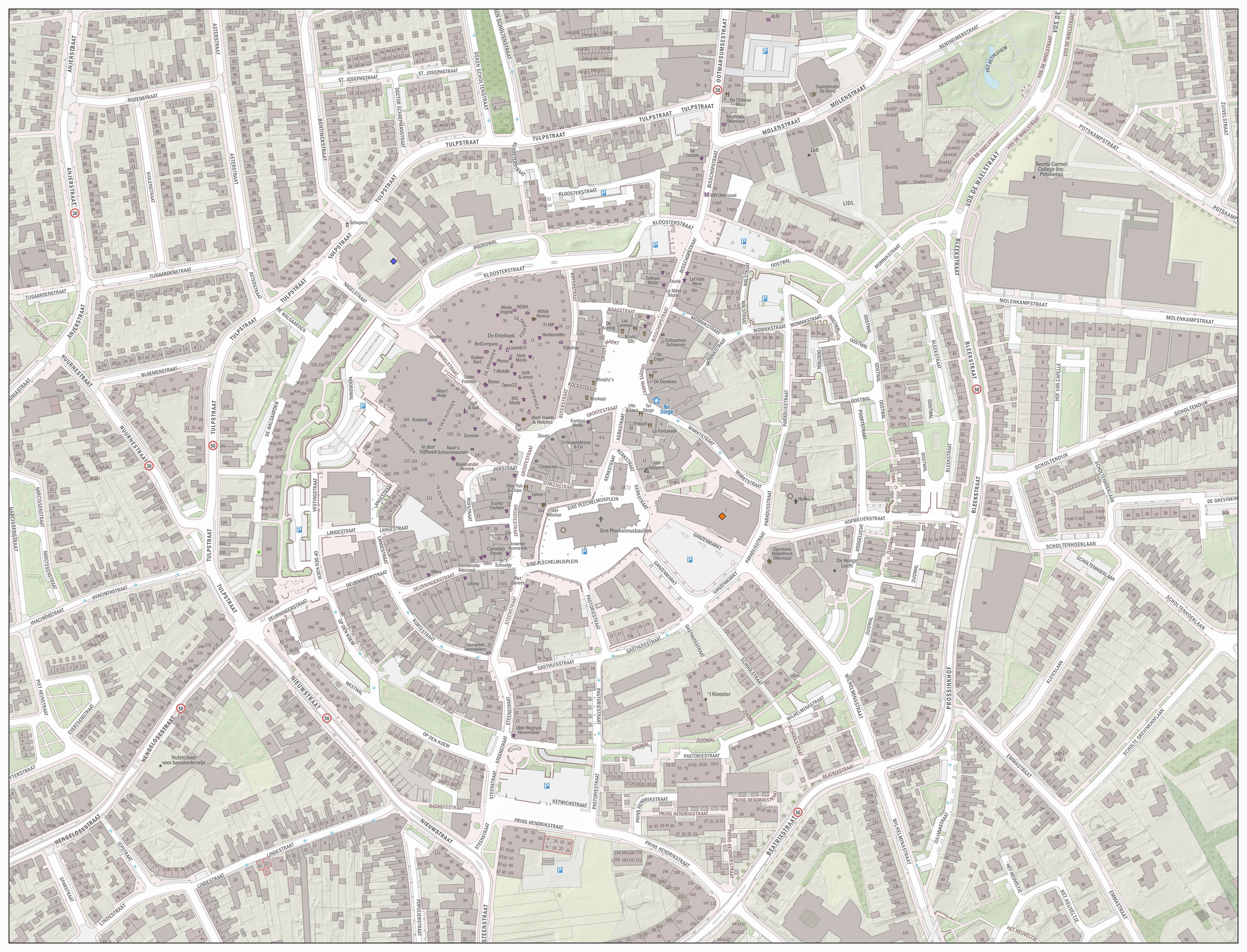
Kaart van het oude centrum van Oldenzaal

In de gemeente zijn er een aantal rijksmonumenten en oorlogsmonumenten, zie:
- Lijst van rijksmonumenten in Oldenzaal
- Lijst van oorlogsmonumenten in Oldenzaal
- Lijst van gemeentelijke monumenten in Oldenzaal

### Kerken
- De Sint-Plechelmusbasiliek uit de 12e eeuw.
- De rooms-katholieke parochiekerk H. Antonius van Padua uit 1912 is ontworpen door architect K.L. Croonen.
- De rooms-katholieke parochiekerk van de Allerheiligste Drie-eenheid uit 1930 is ontworpen door Wolter te Riele.
- De Hervormde Hofkerk uit 1934 is ontworpen door architect A.J.A. Winters (thans PKN).
- De rooms-katholieke parochiekerk O.L. Vrouwe Tenhemelopneming of Mariakerk in Zuid-Berghuizen
- Het rooms-katholieke kerkgebouw Heilig Sacrament aan de Westwal (voorheen Gereformeerd, thans kapel R.K. D.U.)
- De Syrisch-Orthodoxe Mor Shemun d'Zeyte-kerk

## Sport en recreatie

### Kampioenschap
In 2024 werden in Oldenzaal de Nederlandse kampioenschappen gravel georganiseerd. De wielerwedstrijden werden gewonnen door Lorena Wiebes en Tijmen Eising.

### Verenigingen

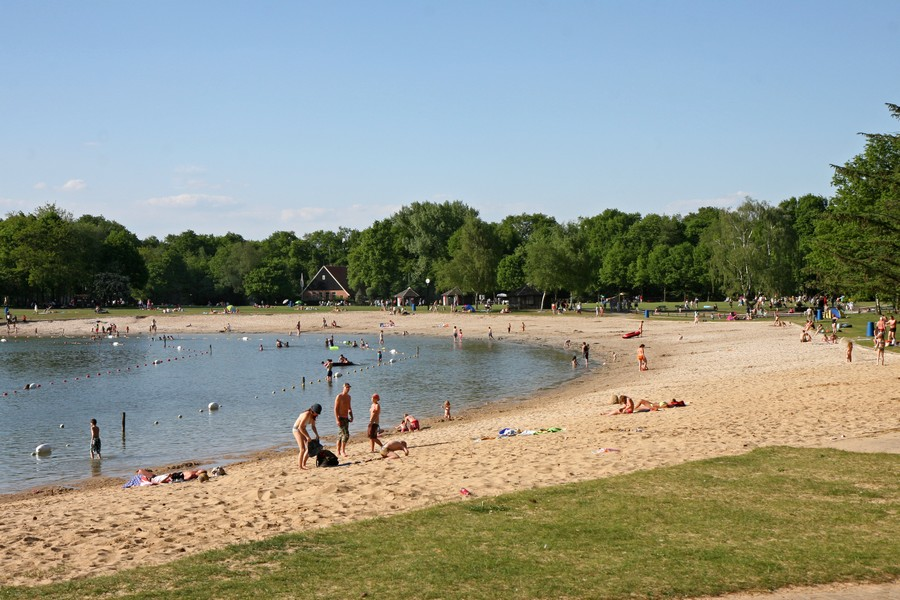
Recreatiegebied het Hulsbeek

- Voetbal: Het eerste elftal van Quick '20 komt uit in de vierde divisie zaterdag. Andere voetbalclubs uit Oldenzaal zijn: FC Berghuizen, VV Oldenzaal en ZVV De Esch.
- Vrouwenvoetbal: Het eerste elftal van FC Berghuizen komt uit in de Hoofdklasse
- Volleybal: Het eerste damesteam van VV Pollux kwam van 1991 tot 2012 uit in de eredivisie, het hoogste speelniveau in Nederland. In die periode werd vijf maal het landskampioenschap behaald. In 2012 werd de Eredivisie licentie overgedragen aan Team Eurosped uit Almelo en sindsdien speelt het eerste damesteam van Pollux in de lagere klassen.
- Waterpolo: Oldenzaalse Zwem en Polo Club (OZ&PC) is een Oldenzaalse zwem- en waterpoloclub. Het eerste team speelt vanaf het seizoen 2009-2010 in de hoofdklasse.
- Bowls Oldenzaal, Sport met curvende ballen van origine uit Engeland overgekomen.
- Schaatsen:Oldenzaalse IJsclub (OIJC) is de schaatsclub van Oldenzaal. Er wordt getraind op de IJsbaan Twente in Enschede en verder bij voldoende vorst op de ijsbaan in Het Hulsbeek.
- Tennis Oldenzaal heef drie tennisverenigingen (Quick, TZB en Ready), een hockeyvereniging (OHC Bully) en een handbalvereniging (HACOL '90).
- Rugby: De vereniging RCO Harlequins werd opgericht in 2005.

### Faciliteiten
- Oldenzaal is omgeven door een parkachtig landschap met heuvels. De Tankenberg, onderdeel van de stuwwal van Oldenzaal, is met vijfentachtig meter de hoogste 'berg' van Overijssel. Deze heuvel ligt net buiten Oldenzaal in de gemeente Losser.
- In recreatiegebied Het Hulsbeek zijn zwemvijvers, een snakerun voor skateboarders, een paardensportcentrum en een klootschietbaan. Ook wordt hier elk jaar het ballonvaartevenement Twente Ballooning gehouden.
- Dwars door Oldenzaal loopt de Europese langeafstandswandelpad E11, ter plaatse ook wel bekend als Marskramerpad of Handelsweg.
- In Oldenzaal is een outdoor-kartbaan gevestigd.

## Politiek

### Zetelverdeling gemeenteraad
De gemeenteraad van Oldenzaal bestaat uit 23 zetels. Hieronder staat de samenstelling van de gemeenteraad sinds 1946:
| Partij                   | 1946 | 1949 | 1953 | 1955 | 1958 | 1962 | 1966 | 1970 | 1974 | 1978 | 1982 | 1986 | 1990 | 1994 | 1998 | 2002 | 2006 | 2010 | 2014 | 2018 | 2022 |
| ------------------------ | ---- | ---- | ---- | ---- | ---- | ---- | ---- | ---- | ---- | ---- | ---- | ---- | ---- | ---- | ---- | ---- | ---- | ---- | ---- | ---- | ---- |
| Wij Geven om Oldenzaal   | -    | -    | -    | -    | -    | -    | -    | 2    | 3    | 2    | 3    | 4    | 4    | 8    | 8    | 12   | 8    | 11   | 9    | 7    | 9    |
| CDA                      | -    | -    | -    | -    | -    | -    | -    | -    | -    | 12   | 10   | 9    | 8    | 6    | 6    | 6    | 7    | 5    | 4    | 5    | 4    |
| VVD                      | -    | -    | -    | -    | -    | 1    | 1    | 1    | 2    | 2    | 4    | 2    | 2    | 3    | 4    | 2    | 2    | 3    | 3    | 5    | 4    |
| PvdA                     | 3    | 2    | 1    | 2    | 2    | 2    | 1    | 1    | 3    | 4    | 3    | 6    | 5    | 3    | 3    | 2    | 4    | 2    | 2    | 2    | 2    |
| Solidair Oldenzaal       | -    | -    | -    | -    | -    | -    | -    | -    | -    | -    | -    | -    | -    | -    | -    | -    | -    | -    | -    | -    | 2    |
| GroenLinks               | -    | -    | -    | -    | -    | -    | -    | -    | -    | -    | -    | -    | -    | 1    | 1    | 1    | 2    | 1    | 2    | 3    | 1    |
| D66                      | -    | -    | -    | -    | -    | -    | -    | 1    | 1    | 1    | 1    | -    | 2    | 2    | 1    | -    | -    | 1    | 3    | 1    | 1    |
| KVP                      | 11   | 10   | 10   | 13   | 14   | 12   | 10   | 10   | 12   | -    | -    | -    | -    | -    | -    | -    | -    | -    | -    | -    | -    |
| ARP/CHU/VVD              | 1    | 1    | 2    | 1    | -    | -    | -    | -    | -    | -    | -    | -    | -    | -    | -    | -    | -    | -    | -    | -    | -    |
| CHU/VVD                  | -    | -    | -    | -    | 1    | -    | -    | -    | -    | -    | -    | -    | -    | -    | -    | -    | -    | -    | -    | -    | -    |
| Gemeentebelangen         | -    | 2    | 2    | 1    | -    | -    | -    | -    | -    | -    | -    | -    | -    | -    | -    | -    | -    | -    | -    | -    | -    |
| Sociaal Politiek Verbond | -    | -    | -    | -    | -    | 4    | 4    | 1    | -    | -    | -    | -    | -    | -    | -    | -    | -    | -    | -    | -    | -    |
| Democratisch Oldenzaal   | -    | -    | -    | -    | -    | -    | 3    | 3    | -    | -    | -    | -    | -    | -    | -    | -    | -    | -    | -    | -    | -    |
| Totaal                   | 15   | 15   | 15   | 17   | 17   | 19   | 19   | 19   | 19   | 21   | 21   | 21   | 21   | 23   | 23   | 23   | 23   | 23   | 23   | 23   | 23   |

### College van B&W
Het College van burgemeester en wethouders bestaat uit:
| Functie      | Naam                   | Partij | Portefeuille |
| ------------ | ---------------------- | ------ | --- |
| Burgemeester | Patrick Welman         | CDA    | - openbare orde en veiligheid - cultureel erfgoed - handhaving fysieke leefomgeving - personeel en organisatie - dienstverlening - facilitaire zaken en informatievoorziening - communicatie en pr - representatie - internationale samenwerking - regionale samenwerking |
| Wethouder    | Rob Christenhusz       | WG     | - ruimtelijke ordening / Omgevingswet - werk, inkomen en schuldhulpverlening - grondbeleid - coördinatie integraliteit Sociaal Domein - inburgering & vluchtelingen - economische zaken (industrie) - WABO / vergunningen - sportbeleid en accommodaties                  |
| Wethouder    | Evelien Zinkweg-Ankone | VVD    | - financiën - binnenstad - economische zaken (retail) - verkeer & vervoer (inclusief het spoor) - vrijetijdseconomie - beheer openbare ruimte - inkoop |
| Wethouder    | Murat Yildirim         | WG     | - Wet maatschappelijke ondersteuning (Wmo) - wonen / volkshuisvesting - inwonersparticipatie - cultuur - energietransitie - gemeentelijk vastgoed - volksgezondheid |
| Wethouder    | Maaike Rödel           | CDA    | - jeugd - onderwijs (huisvesting & beleid) - maatschappelijke voorzieningen, welzijn & preventie - afval & milieu - gebiedsontwikkeling NOT - armoedebeleid - dierenwelzijn                                                                                               |